# Radoslava Mavrodieva
Radoslava Mavrodieva (bulharsky Радослава Мавродиева), * 13. března 1987, Sliven) je bulharská atletka, která se specializuje na vrh koulí, halová mistryně Evropy v této disciplíně z roku 2019.

## Sportovní kariéra
V roce 2015 vybojovala bronzovou medaili na halovém mistrovství Evropy v Praze. V Bělehradě o dva roky později se stala halovou vicemistryní Evropy ve vrhu koulí. Kompletní sbírku medailí dovršila v Glasgow v březnu 2019, kde v soutěži koulařek zvítězila. V letech 2011 a 2013 startovala na světovém šampionátu, do finále však nepostoupila. Na olympiádě v Londýně v roce 2012 měla v kvalifikaci koulařek tři neúspěšné pokusy.